# Ема Клинець

Ема Клинець (словен. Ema Klinec) — словенська стрибунка з трампліна, чемпіонка  світу та призерка світової першості. 
Золоту медаль чемпіонату світу Клинець виборола на світовій першості 2021 року, що проходила в німецькому Оберстдорфі, в особистих змаганнях на нормальному трампліні. На тій же першості вона отримала срібну медаль у командних змаганнях на нормальному трампліні.